# Fojtova Kraš

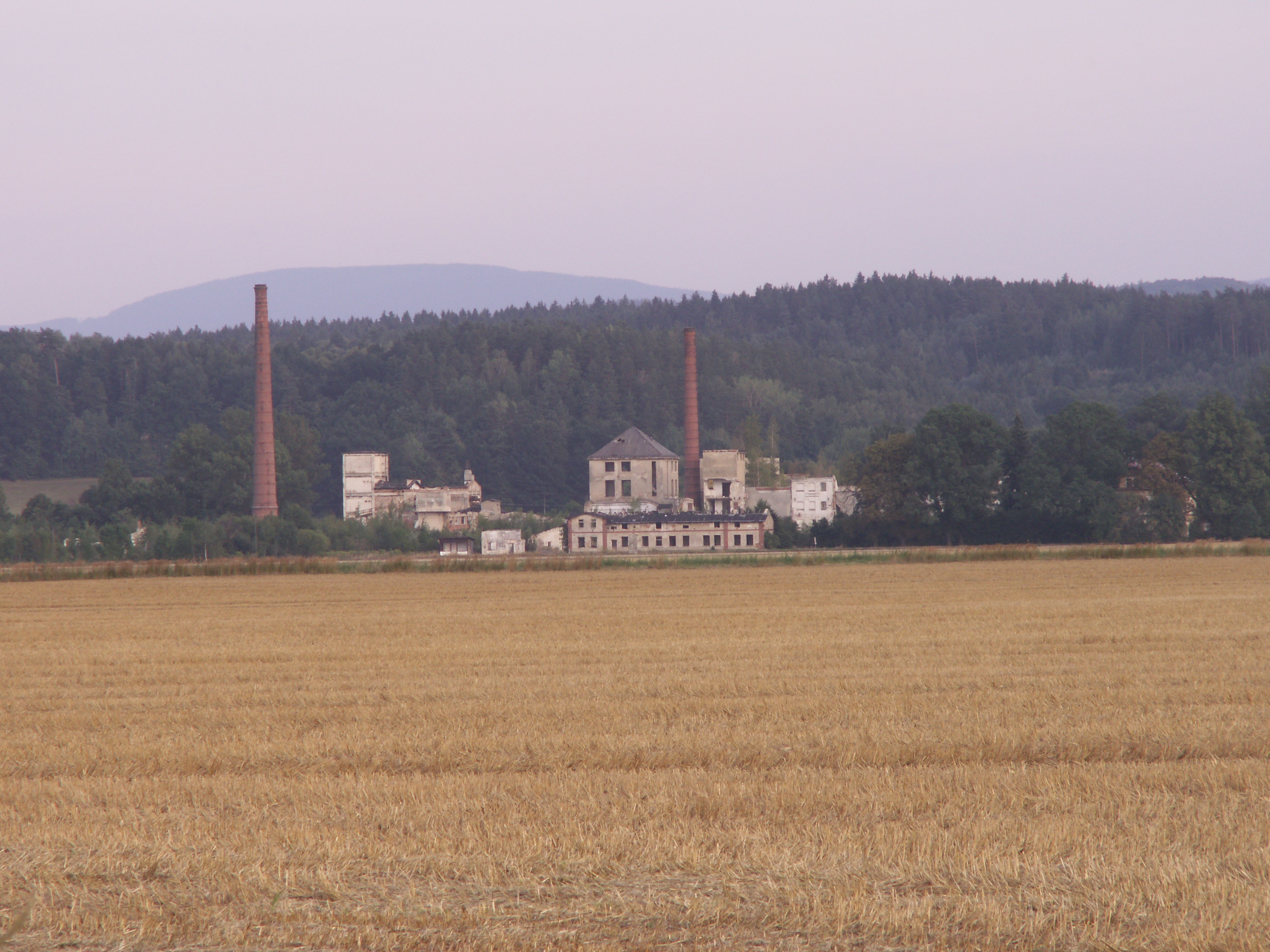
Ehemalige Weidenauer Chamotte-Waren-Fabrik

Fojtova Kraš (deutsch Voigtskrosse) ist eine Grundsiedlungseinheit der Gemeinde Velká Kraš in Tschechien. Sie liegt 500 Meter südwestlich von Vidnava und gehört zum Okres Jeseník.

## Geographie
Fojtova Kraš liegt linksseitig des Flüsschens Vidnavka (Weidenauer Wasser) am Übergang des Friedeberger Berglands (Žulovská pahorkatina) ins schlesische Tiefland. Durch den Ort führt die Bahnstrecke von Velká Kraš nach Vidnava.
Nachbarorte sind Zwanowice im Norden, Vidnava im Nordosten, Nová Malá Kraš und Jarnołtów im Osten, Dolní Červená Voda im Südosten, Štachlovice und Habina im Süden, Velká Kraš und Malá Kraš im Südwesten sowie Horní Heřmanice und Jasienica Górna im Nordwesten.

## Geschichte
Das Dorf wurde wahrscheinlich im Zuge der Kolonisation der Grenzwälder zur Zeit Ottokars I. Přemysl durch deutsche Siedler angelegt. Die erste urkundliche Erwähnung von Fojtova Kraš erfolgte im Jahre 1291 als Besitz der Kastellanei Ottmachau und belegt die Existenz des aus 16 und einer halben Hufe bestehenden Ortes seit 1266. Es wird angenommen, dass Voigtskrosse der Teil eines langgezogenen Dorfes Krosse ist, in das 1264 unterhalb von Schubertskrosse die Stadt Weidenau hingegründet worden ist. Seit 1326 ist Voigtskrosse als ein Vogtsitz nachweisbar.
1580 bestand das inzwischen auf 19 Hufen angewachsene Dorf aus 19 Bauern, 3 Erbgärtnern, 4 Gärtnern und 29 weiteren Anwesen. Neben den Dienstbarkeiten gegenüber dem Bistum Breslau waren die Bewohner auch verpflichtet, auf den Fluren des Dorfes 400 Schafe der Stadt Weidenau zu weiden; gleichzeitig wurde der Besitz an eigenen Schafen auf 25 eingeschränkt.
Durch die 1742 erfolgte Teilung Schlesiens wurde östlich des Ortes die Grenze zu Preußisch Schlesien gezogen, Voigtskrosse blieb beim österreichischen Teil. 1806 lebten in den 26 Häusern des Dorfes 155 Menschen. Pfarr- und Schulort war Weidenau. Ein Teil des Dorfes war der bischöflichen Herrschaft Johannesberg untertänig, ein anderer der Weidenauer Vogtei.
Nach der Aufhebung der Patrimonialherrschaften bildete Vogtsgrosse ab 1850 eine eigene Gemeinde und ab 1869 einen Ortsteil der Gemeinde Großgrosse im Bezirk Freiwaldau. Südöstlich des Dorfes erfolgte im Pfarrwald der Abbau von Kaolin.
1897 erfolgte der Bau der Lokalbahnstrecke Haugsdorf – Weidenau, die in dem auf den Fluren von Voigtskrosse errichteten Bahnhof Weidenau endete. Zum Ende des 19. Jahrhunderts wurde in Voigtskrosse die Weidenauer Chamotte-Waren-Fabrik gegründet. Im Jahre 1900 lebten in den 41 Häusern des Dorfes 247 Menschen. 1912 wurde die Eisenbahnstrecke durch die Neisser Kreisbahn AG ins Deutsche Reich bis Neisse fortgeführt. Zwischen der Weidenauer Chamotte-Waren-Fabrik und den Kaolin- und Lehmgruben bei Stachlowitz nahm 1921 eine schmalspurige Feldbahn den Betrieb auf. Nach dem Münchner Abkommen wurde Voigtskrosse dem Deutschen Reich zugeschlagen und gehörte von 1939 bis 1945 zum Landkreis Freiwaldau. Nach dem Zweiten Weltkrieg erfolgte die Vertreibung der deutschen Bewohner und der Ort erhielt den Namen Fojtova Kraš. Die Eisenbahnverbindung in die nunmehr zu Polen gehörige Stadt Nysa wurde eingestellt. Die Kaolinbahn wurde 1955 stillgelegt. Mit Beginn des Jahres 1961 wurde Fojtova Kraš aus der Gemeinde Velká Kraš ausgegliedert und in die Stadt Vidnava umgemeindet. Zugleich wurde der Ort dem Okres Šumperk zugeordnet. 1976 verlor Fojtova Kraš bei der Erweiterung und Neugliederung von Vidnava den Status eines Ortsteiles. Seit 1990 gehört Fojtova Kraš wieder zur Gemeinde Velká Kraš und seit Beginn des Jahres 1996 kam der Ort zum Okres Jeseník. Die Chamotte-Waren-Fabrik stellte 1996 den Betrieb ein.

## Ortsgliederung
Fojtova Kraš bildet einen Katastralbezirk.